# Dalmine
Dalmine é uma comuna italiana da região da Lombardia, província de Bérgamo, com cerca de 21.471 habitantes. Estende-se por uma área de 11 km², tendo uma densidade populacional de 1952 hab/km². Faz fronteira com Bonate Sotto, Filago, Lallio, Levate, Osio Sopra, Stezzano, Treviolo.

## Demografia
| Variação demográfica do município entre 1861 e 2011                               |
|                                                                                   |
| Fonte: Istituto Nazionale di Statistica (ISTAT) - Elaboração gráfica da Wikipedia |